# 菲罗沃
菲罗沃（羅馬化：Firovo）是俄罗斯特维尔州的市级镇，为该州菲罗沃区行政中心及规模最大聚居地。地处特维尔州中北部，位于州府特维尔西北方。有涅瓦河流域内的一条小河菲罗夫卡河（Фировка）穿过。镇内设有同名铁路车站，位于博洛戈耶－索布拉戈线上。
该地2022年人口有1,782人；2010年人口2,433；2002年人口2,837；1989年人口3,070。